# Omroepvereniging Transmedia
Omroepvereniging Transmedia was de eerste lokale omroep in de Nederlandse gemeente Zaltbommel. De vereniging werd op 10 mei 1977 opgericht en is ontstaan uit het door uitgever VNU gefinancierde "Kabelcommunicatieproject Zaltbommel".
De eerste tv-uitzending vond plaats op 6 september 1982 en betrof de ingebruikname van het vernieuwde 2-weg kabelnet in Zaltbommel. De officiële openingshandeling werd verricht door de toenmalige minister van Cultuur, Recreatie en Maatschappelijk Werk (CRM), Hans de Boer.
Aanvankelijk was de omroep ondergebracht in de kelder van de Kapschuur aan het Kerkplein. Op 22 februari 1984 neemt de omroep een eigen studio in de voormalige wasserij aan de Waalkade in gebruik. Hier was een ruime studio ingericht met verschillende ruimten voor opname en montage van tv-uitzendingen, een regieruimte met spreekcel ten behoeve van de radio-uitzendingen, kabelkrant, vergaderruimte en kantoor.
De radio- en televisie-uitzendingen waren te ontvangen door alle aangeslotenen op het Zaltbommelse kabelnet, maar in april 1992 kreeg de omroep de beschikking over een eigen etherzender voor het radio signaal. Door deze zender, die stond opgesteld op het terrein van het Sportfondsenbad aan de Thorbeckestraat, was het mogelijk dat ook de bewoners buiten het bereik van het kabelnet de radio-uitzendingen konden volgen.
In 1999 moest de omroep noodgedwongen omzien naar een andere ruimte. Een deel van het pand zou namelijk moeten wijken voor de dijkverzwaring. Deze nieuwe ruimte werd uiteindelijk gevonden in een voormalige boerderij aan de Van Heemstraweg Oost, net buiten de bebouwde kom. Ook hier waren weer verschillende ruimten beschikbaar, zij het echter dat door de oorspronkelijke indeling van het pand alle ruimten eigenlijk te krap waren voor het doel waar zij voor werden gebruikt. Doordat het pand op de nominatie stond om gesloopt te worden voor de uitbreiding van het industriegebied mochten er van de eigenaar (de gemeente Zaltbommel) geen aanpassingen aan het pand gedaan worden.
De laatste jaren van het bestaan van de vereniging werd het steeds moeilijker om de bestuurskracht op peil te houden. Dit heeft er mede toe geleid dat de vereniging in 2001 werd ontbonden en de omroep in zijn geheel opging in Omroepstichting De Waarden.